# Districtul Ban Lueam
Ban Lueam (în thailandeză บ้านเหลื่อม) este un district (Amphoe) din provincia Nakhon Ratchasima, Thailanda, cu o populație de 21.480 de locuitori și o suprafață de 218,9 km².

## Componență
Districtul este subdivizat în 4 subdistricte (tambon), care sunt subdivizate în 39 de sate (muban).
| Nr. | Nume           | În thailandeză | Locuitori |
| --- | -------------- | -------------- | --------- |
| 1.  | Ban Lueam      | บ้านเหลื่อม       | 6,465     |
| 2.  | Wang Pho       | วังโพธิ์          | 2,563     |
| 3.  | Khok Krabueang | โคกกระเบื้อง     | 8,668     |
| 4.  | Cho Raka       | ช่อระกา         | 3,784     |